# Newark Earthworks
Newark Earthworks is een structuur van aardwerken (geogliefen) bij de stad Newark in de Amerikaanse staat Ohio.
Het staat op 97 kilometer afstand van High Bank Earthworks, waar een verband mee lijkt te bestaan. Er zijn op beide sites geogliefen van geometrische vormen, zoals een cirkel en achthoek, gemaakt door greppels uit te graven en aangrenzend met het uitgegraven materiaal wallen op te richten. Delen die nog bestaan zijn tegenwoordig onderdeel van een private country club met een 18-hole golfbaan. Beide aardwerken worden op 250-400 n.Chr. gedateerd en toegeschreven aan de Hopewellcultuur, naar kapitein M.C. Hopewell, die een boerderij had op de plaats waar opgravingen begonnen.
Toen midden 19e eeuw onderzoek aan de aardwerken van Newark en High Bank begonnen, werd er melding gemaakt van mounds binnen de geometrische figuren, net als bij de geogliefen in de Amazone, waar elf mounds lagen binnen een omheining in het boven-Tapajós-bekken, twee hoge mounds aan de ingang van Fazenda Colorada, 25 mounds van Fazenda Iquiri II en 10 overgebleven mounds van Coqueiral. In tegenstelling tot de geogliefen van de Amazone zijn er bij Newark en High Bank sinds de jaren 1980 archeoastronomische onderzoeken gedaan. Daaruit bleken 'alignments' in verband met het opkomen en dalen van de maan.
De achthoek en cirkel zijn gemaakt door wallen op te werpen, 12 meter aan de basis en ongeveer 1,7 m. hoog. De octagon omsluit 20 hectare en de acht muren hebben een gemiddelde lengte van 167,7 m.. Sinds de 19e eeuw heet de cirkel Observatory Circle. De cirkel omsluit 8 ha. en heeft een diameter van 321,3 m. Deze lengtemaat bleek ook voor te komen in High Bank (0,998 OCD, Observatory Circle Diameter), volgens astronoom Ray Hively en filosoof Robert Horn van Indiana's Earlham College. Squier en Davis meldden in de 19e eeuw dat de wallen (muren) van de Octagon enorm waren en op plekken waar ze het minst te lijden hadden van cultivation tussen 11 en 12 voet hoog en 50 voet aan de basis. Sindsdien zijn er op grote schaal verwoestingen geweest. De octagon omvat 20 ha., die van High bank omvat 7 ha., maar de cirkels zijn even groot.
De omtrek is 1008,6 m., terwijl een perfecte cirkel met dezelfde diameter een omtrek zou hebben van 1009,4 m. De Observatory Circle is dus praktisch een perfecte cirkel. Op een afstand van twee kilometer naar het zuidoosten ligt een tweede, grotere maar minder geometrisch perfecte cirkel, de Great Circle (vroeger Fairground Circle). De Great Circle omsluit een gebied van 12 ha. en de wal varieert van 1,5-4,3 m. hoog en 11-17 m. breed. In het centrum staat een three-lobbed mound (Eagle Mound). De Great Circle heeft een diameter van 365,9 m en heeft een greppel aan de binnenkant, 12,5 m. breed en 4 m. diep en valt binnen de definitie van een henge, zoals Stonehenge (110 m.) en Avebury (420 m.).
De aardwerken bij Newark hadden in het begin een vierkante omheining, met zijden van gemiddeld 284 m. lang. Er is tegenwoordig zo goed als niets van over, maar het was intact toen in de 19e eeuw Squier en Davis en later Cyrus Thomas er onderzoek naar deden. Daaruit blijkt dat de omtrek van het vierkant gelijk is aan die van de Grote Cirkel. Volgens Bradley Lepper zijn ook de oppervlakte van het vierkant en de cirkel gelijk. Volgens William Romain waren de bouwers geïntrigeerd door de verschillende mogelijke verbanden tussen een cirkel en een vierkant.
Volgens William Romains studie van de Hopewellcultuur boden de Newark Earthworks, als 'poorten naar de Andere Wereld', de ziel de mogelijkheid om 'interdimensionaal' te bewegen tijdens bepaalde standen van de zon, de maan en de sterren. De mounds en geogliefen zouden te maken kunnen hebben met religieuze ideeën in verband met de ervaring van het leven na de dood, de reis van de ziel na het overlijden naar het 'gebied van de doden' en de voorbereiding voor het bereiken van onsterfelijkheid.
De hoofdas van High bank (door het centrum van de cirkel en octagon) houdt een direct verband met de as van Newarks Observatory Circle en Octagon. Al zijn de bouwwerken op een afstand van 97 km. van elkaar, de hoofdas van High Bank is precies 90° georiënteerd ten opzichte van de as van Newarks aardwerken. Volgens archeoloog Bradley Lepper duidt dit op een bewuste poging de twee sites aan elkaar te verbinden. Er zou volgens hem ook een (pelgrims)weg hebben bestaan tussen de twee sites, die hij de Great Hopewell Road noemt.
Hively en Horn deden verslag van hun astronomische bevindingen in de Archaoastronomy (1982). Ze vonden acht key stations of the 18.6-year lunar-standstill cycle, in verband met het rijzen en dalen van de maan binnen een cyclus van 18,6 jaar.